# Jaromír Šindel
Jaromír Šindel, född 30 november 1959 i Ostrava, är en före detta tjeckoslovakisk ishockeyspelare.
Han blev olympisk silvermedaljör i ishockey vid vinterspelen 1984 i Sarajevo.